# XIX Corpo de Montanha (Alemanha)
O XIX Corpo de Montanha foi um Corpo de Campo da Alemanha durante a Segunda Guerra Mundial, sendo redesignado Armeeabteilung Narvik em 25 de Novembro de 1944.

## Comandantes
| Comandante                                       | Data                                             |
| Gebirgs-Korps Norwegen                           | Gebirgs-Korps Norwegen                           |
| ------------------------------------------------ | ------------------------------------------------ |
| Generaloberst Eduard Dietl                       | 14 de junho de 1940 - 15 de janeiro de 1942      |
| Generalfeldmarschall Ferdinand Schörner          | 15 de janeiro de 1942 - 10 de novembro de 1942   |
| XIX Gebirgs-Armeekorps                           |                                                  |
| Generalfeldmarschall Ferdinand Schörner          | (10 de novembro de 1942 - 23 de outubro de 1943) |
| General der Gebirgstruppe Georg Ritter von Hengl | (23 de outubro de 1943 - 21 de abril de 1944)    |
| General der Gebirgstruppe Ferdinand Jodl         | (21 de abril de 1944 - 25 de novembro de 1944)   |
| Armeeabteilung Narvik                            |                                                  |
| Generalleutnant Ferdinand Jodl                   | 25 de novembro de 1944 - 8 de maio de 1945       |

## Chiefs of Staff
| Comandante             | Data                                              |
| ---------------------- | ------------------------------------------------- |
| Oberst Hans Degen      | (10 de novembro de 1942 - 25 de outubro de 1943)  |
| Oberst Hermann Hölter  | (1 de novembro de 1943 - 5 de fevereiro de 1944)  |
| Oberst Konrad Purucker | (5 de fevereiro de 1944 - 25 de novembro de 1944) |

## Oficiais de Operações
- Oberstleutnant Erwin Fußenegger 10 de novembro de 1942 - 5 de fevereiro de 1943
- Oberstleutnant Werner Vogl 5 de fevereiro de 1943 - 15 de outubro de 1943
- Major Klaus Becker 15 de outubro de 1943 - 25 de novembro de 1944

## Área de operações
- Norte da Finlândia e Noruega Novembro 1942 - novembro de 1944